# Evgueni Goloubinski
Evgueni Evsigneïevitch Goloubinski (en russe : Евгений Евсигнеевич Голубинский), né le 12 mars 1834 à Kologriv dans le gouvernement de Kostroma et mort le 20 janvier 1912 à Serguiev Possad dans le gouvernement de Moscou, est un historien de l'Église orthodoxe russe et de l'architecture religieuse et membre de l'Académie impériale des sciences. Il est l'auteur de plusieurs ouvrages de référence, notamment de l'Histoire de l'Église orthodoxe russe. 

## Biographie
Son père, E. F. Peskov, était prêtre orthodoxe et lui donna son nom de famille en mémoire de l'archiprêtre russe Fédor Alexandrovitch Goloubinski.
De 1843 à 1848, il étudie à l'école de théologie de Soligalitch et termine en 1854 le séminaire théologique de Kostroma et rejoint comme meilleur étudiant de sa promotion l'Académie théologique de Moscou
En 1858, il est diplômé de l'Académie théologique de Moscou et enseigne à partir de 1861 l'histoire de l'Église russe. À partir de 1881, il est professeur à l'Académie théologique de Moscou et en démissionne en 1895. En 1906-1907, il participe aux réunions  pré-conciliaires.
Son premier essai porte «Sur la manière d'agir des dirigeants orthodoxes  gréco-romains aux IVe, Ve et VIe siècles en faveur de l'Église contre les hérétiques et schismatiques» (1859).
Maîtrisant parfaitement la langue grecque, il effectue en 1872-1873 un voyage en Grèce et en Europe.
Dans son approche de la matière historique de la Russie kiévienne pré-mongole, il développe une méthode comparative jusque-là inappliquée à ce sujet, en confrontant les données avec celles de la pratique canonique de l'Église byzantine. Bien que Goloubinski ait été plus critique et réfléchi que Macaire (Boulgakov), il demeure très attaché à la recherche traditionnelle sur les institutions ecclésiastiques plus que sur les autres manifestations de la religion; Il reste célèbre pour son traitement audacieux des figures légendaires et des saints de l'histoire russe. 
Certains de ses travaux n'ont pas été publiés en raison de problèmes de censure, malgré l'appui de personnalités telles que A. V. Gorsky, Macaire Ier de Moscou, ou Dimitri Andreïevitch Tolstoï; Constantin Pobiedonostsev fut un de ses plus adversaires les plus acharnés.
En 1902, il est élu membre de l'Académie des sciences. En 1906 il perd complètement la vue.

## Œuvres
1. «Sur la manière d'agir des dirigeants orthodoxes gréco-romains aux IVe, Ve et VIe siècles en faveur de l'Église contre les hérétiques et schismatiques»(«Об образе действования православных государей греко-римских в IV, V и VI веках в пользу церкви против еретиков и раскольников», 1859
2. Brève histoire des Églises orthodoxes bulgare, serbe et roumaine ou moldo-valache (Краткий очерк истории православных Церквей Болгарской, Сербской и Румынской или Молдо-Валашской), Moscou, 1871.
3. Histoire de l'Église russe (История Русской Церкви), Moscou, 1900; Moscou, Société des Amis de l'histoire de l'Eglise, 2002. 2 T.
4. Histoire de la canonisation des saints dans l'Eglise russe (История канонизации святых в Русской Церкви), Moscou, 1903
5. Le révérend Serge Radonège et la création de La Laure de la Trinité. (Преподобный Сергий Радонежский и созданная им Троицкая Лавра), Sergueï-Possad, 1892; Moscou, 1909.
6. Sur la polémique avec les vieux-croyants (К нашей полемике с старообрядцами: (Дополнения и поправки к полемике относительно общей её постановки и относительно главных частных пунктов разногласия между нами и старообрядцами)), Moscou, 1905.

## Sources
- Article wikipedia russe